# Hernádcsány
Hernádcsány (1899-ig Csany, szlovákul: Čaňa) község Szlovákiában, a Kassai kerület Kassa-környéki járásában.

## Fekvése
Kassától 13 km-re délkeletre, a Hernád jobb partján fekszik.

## Története

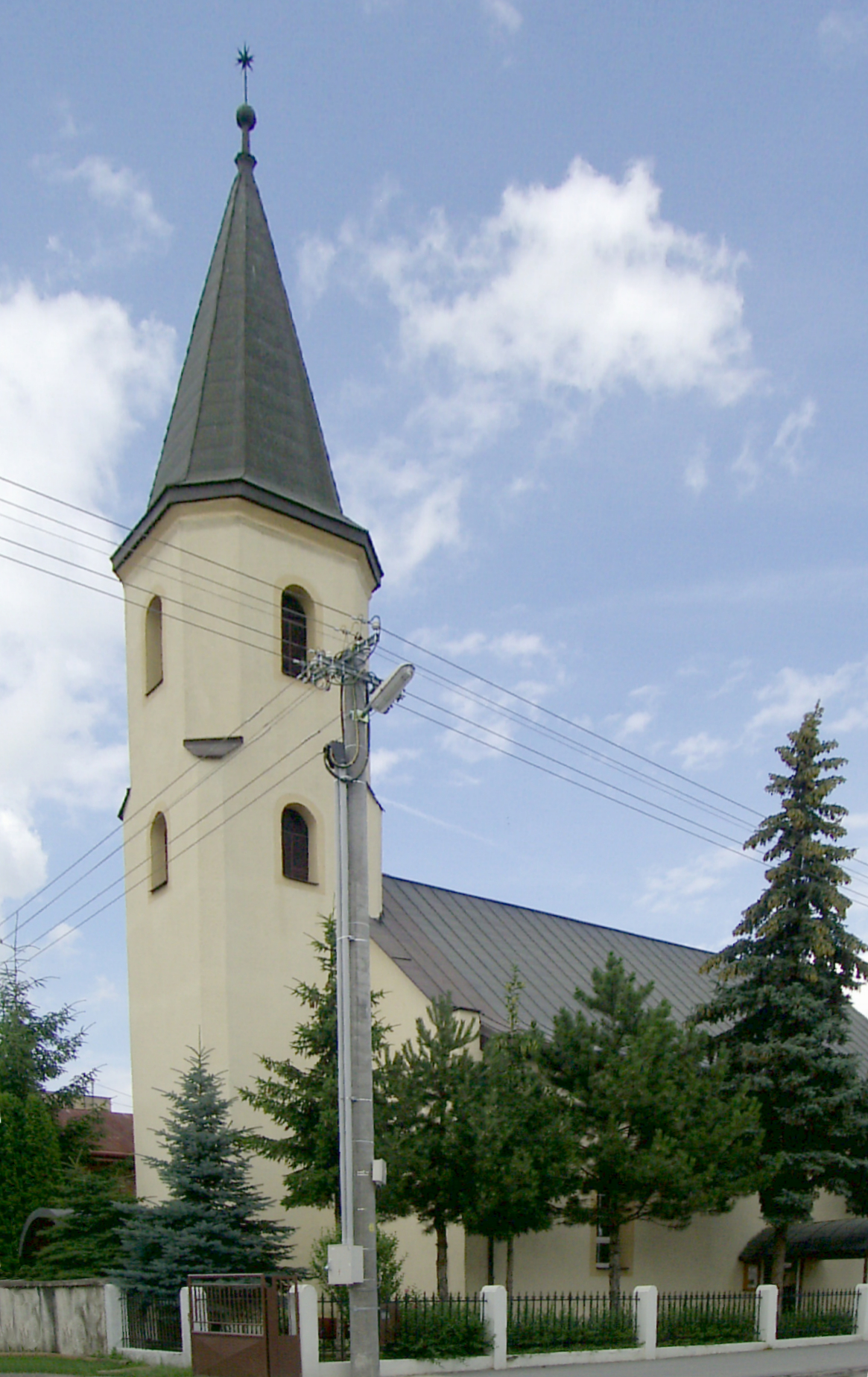
Református templom

A régészeti leletek tanúsága szerint a község területén már a kőkorszakban éltek emberek. Az i. e. 2500 körüli időben kiterjedt bronzkori település volt itt, melynek temetőjét a községtől délre tárták fel. A feltárt 163 sír gazdag mellékletekkel volt ellátva. A népvándorlás korában, az 5. században rövid időszakra keleti gót település.
1170 körül a falu mellett kolostor épült, melynek szolgálatára a falu lakói voltak rendelve. A kolostor előbb ágoston rendi, majd különböző rendeké, végül a premontreieké volt. 1241-ben a tatárok Csányt is elpusztították. A települést írott forrásban 1255-ben IV. Béla király adománylevelében „terra Chon” néven említik először. A király az oklevélben a tatárok által elpusztított település újonnan betelepített, főként német lakóinak adómentességet ad. A község neve személynévi eredetű. 1270-ben az egri káptalan oklevelében ismét „Chon” alakban szerepel. Az 1332 és 1337 között felvett pápai tizedjegyzék „Chun”, illetve „Chomi” alakban említi. 1384-ben a falu lakói templom építésébe kezdtek, melyet 1400 körül fejeztek be és Szűz Mária tiszteletére szentelték fel. Története során különböző nemesi családok, főként a Csányi család birtoka volt. 1427-ben 30, 1553-ban 14 portát számláltak a faluban. A 16. század közepén a község lakói nagyrészt reformátusok lettek. 1746-ban 292 lakosa volt, közülük 77 római katolikus, 61 görögkatolikus, 56 kálvinista, 18 luteránus és 78 gyerek.
A 18. század végén Vályi András így ír róla: „CSÁNY. Csana. Magyar falu Abaúj Vármegyében, birtokosai külömbféle Urak, lakosai reformátusok, fekszik Kassátol egy, és 1/4. mértföldnyire, határja termékeny, és vagyonnyait jól eladhattya Kassán; de mivel földgyének harmad részét, réttyeit is néha egészen járja a’ víz, ’s épűletre való fája sints, második Osztálybéli.”
Fényes Elek 1851-ben kiadott geográfiai szótárában így ír a faluról: „Csány, magyar falu, Abauj vgyében, a Hernád jobb partján mellyen itt hid viszen keresztül, Kassához délre 1 1/2 mfdnyire: 430 r. kath., 59 g. kath., 8 evang., 350 ref., 60 zsidó lak. Kath. fil. ref. anyatemplom. Gazdag róna határát a Hernád némellykor elönti; erdeje is van. F. u. b. Meskó, Bárczay, Lánczy, Püspöki, Szentimrey, s m. t.”
1855-ben itt épült fel Európa legnagyobb gőzmalma, egy évvel később pedig megépült a Miskolc felé menő vasútvonal is. A község lakói főként mezőgazdasággal, állattartással, halászattal és kézművességgel foglalkoztak.
Borovszky Samu monográfiasorozatának Abaúj-Torna vármegyét tárgyaló része szerint: „Gecsétől délre fekszik Csány község, a körjegyzőség székhelye, 119 házzal, 985 magyar és tót ajku lakossal, Vasúti, posta- és táviróállomás. Itt van a »Csányi műmalmi társulat«-nak 1865-ben alapitott és kitünően berendezett műmalma. Kezdetben csak 100 köböl gabonanemü őrlésére volt berendezve, ma már naponkint 500 métermázsát képes feldolgozni. A malom gőzre jár, de felhasználja a Hernád vizerejét is és a legujabb szerkezetü gépekkel van fölszerelve. A telepet a csányi vasúti állomással két kilométer hosszu iparvágány és a kassai igazgatósági irodával 17 kilométer hosszu telefonvonal köti össze. Gyártmányait Kassa vidékén és Felsőmagyarország egyes nagyobb városaiban értékesíti, de finomabb lisztfajtáit Sziléziába, Galicziába, Morva- és Csehországba is szállitja. Néhány kiállitáson elsőrendü kitüntetést is nyert. Csány a vasúti állomása a szépfekvésü Kéked fürdőnek, mely innen kocsin egy óra alatt könnyen elérhető.”
A trianoni diktátumig Abaúj-Torna vármegye Füzéri járásához tartozott, majd az új Csehszlovák államhoz csatolták. 1938 és 1945 között ismét Magyarország része.

## Népessége
| Év:            | 1994. | 2004.    | 2014.    | 2024.   |
| -------------- | ----- | -------- | -------- | ------- |
| Emberek száma: | 4347  | 5013     | 5750     | 6102    |
| Eltérés:       |       | +15,32 % | +14,70 % | +6,12 % |

| Év:            | 2023. | 2024.   |
| -------------- | ----- | ------- |
| Emberek száma: | 6051  | 6102    |
| Eltérés:       |       | +0,84 % |

1880-ban 1043 lakosából 454 magyar és 460 szlovák anyanyelvű volt.
1890-ben 985 lakosából 454 magyar és 490 szlovák anyanyelvű volt.
1900-ban 1365 lakosából 1142 magyar és 208 szlovák anyanyelvű volt.
1910-ben 1425 lakosából 824 magyar és 553 szlovák anyanyelvű volt.
1921-ben 1436 lakosából 39 magyar és 1245 csehszlovák volt.
1930-ban 1754 lakosából 54 magyar és 1576 csehszlovák volt.
1941-ben 1685 lakosából 1285 magyar és 387 szlovák volt.
1970-ben 2619 lakosából 4 magyar és 2613 szlovák volt.
1980-ban 3360 lakosából 4 magyar és 3314 szlovák volt.
1991-ben 4127 lakosából 15 magyar és 3832 szlovák volt.
2001-ben 4817 lakosából 4395 szlovák, 288 cigány és 18 magyar volt.
2011-ben 5493 lakosából 4232 szlovák, 705 cigány és 14 magyar volt.
2021-ben 5864 lakosából 24 (+6) magyar, 309 (+94) cigány, 14 (+16) ruszin, 5212 (+104) szlovák, 47 (+9) egyéb és 258 ismeretlen nemzetiségű volt.

## Neves személyek
- Itt szolgált Stanislav Stolárik (1955) szlovák katolikus pap, rozsnyói püspök.

## Nevezetességei
- Római katolikus temploma 1947-ben épült.
- A csányi-tó fürdésre és sportolásra is alkalmas.